# Óbidos, Portugalska
Óbidos (portugalska izgovorjava: [ˈɔβiðuʃ] (); proto keltsko Eburobrittium) je mesto ((portugalsko vila) in občina v regiji Centro, zgodovinski provinci Estremadura in okrožju Leiria. Samo mesto ima približno 3100 prebivalcev. Leta 2011 je občina imela 11.772 prebivalcev na območju 141,55 kvadratnih kilometrov.

## Zgodovina
Ime Óbidos je latinizirana (oppidum, citadela) izpeljanka starejšega keltskega Eburobricio. Občina je zrasla iz rimske naselbine ob vznožju povišane strmine. Regija Óbidos, ki se razteza od Atlantika do notranjosti province Estremadura vzdolž rek in jezer, je bila naseljena že od poznega paleolitika. Naselbina, ki so jo zgradila zgodnja keltska plemena, je bila kasneje središče trgovanja za Feničane. Arheološki dokazi iz podnožja srednjeveškega stolpa (južno od Facha) na gradu Óbidos kažejo na rimsko gradnjo, povezano s postojanko rimskega civitasa Eburobrittiuma, velikega urbanega območja, ki je bilo v fazi izkopavanj. Z arheološkimi raziskavami so v bližini naselja odkrili ostanke foruma, term in drugih rimskih objektov.
Po padcu Rima je regija prišla pod vpliv Vizigotov, čeprav manjkajo posebni zapisi. Rimsko mesto Eburobrittium je bilo v 5. stoletju zapuščeno zaradi varnejšega vrha hriba, kjer je danes  glavno naselje. Nekje po letu 713 so Mavri na tej gori postavili utrdbo, medtem ko je v soseski Moncharro živela krščanska skupnost Mozarabcev.
Mesto je bilo odvzeto Mavrom med vladavino prvega portugalskega kralja Alfonza Henrika leta 1148. Tradicija pravi, da je bil en vitez, Gonçalo Mendes da Maia, odgovoren za uspešen napad na mavrski grad. Ponovno zavzetje Óbidosa je bila zadnja faza v osvajanju regije province Estremadura, po naseljih Santarém, Lizbona in Torres Vedras. Po nadzoru regije je naselje leta 1195, med vladavino kralja Sanča I., prejelo svoj prvi foral (listino). Leta 1210 je kralj Alfonz II. Portugalski naslov te vasi podelil kraljici Urraci. Od takrat je bil Óbidos pogosto pod pokroviteljstvom portugalskih kraljic, kar je povzročilo njegov neuradni naziv Vila das Rainhas (mesto kraljic); več kraljevih soprog je obogatilo vas z donacijami od srednjega veka do 16. stoletja.
Grad in obzidje Óbidosa so preoblikovali med vladavino kralja Denisa I. Struktura iz apnenca in marmorja je bila utrjena in obdelana, medtem ko je utrdbo v 14. stoletju ustvaril kralj Ferdinand. Do prve prezidave je naselje zraslo tudi izven grajskih vrat.
Cerkev Santa Maria v Óbidosu je bila prizorišče poroke kralja Alfonza V. s svojo sestrično, princeso Isabello iz Coimbre, 15. avgusta 1441, ko sta bila oba še otroka, stara 9 oziroma 10 let. Upravne reforme, ki jih je izvedel kralj Manuel I. v Óbidosu leta 1513, so vključevale uvedbo uradne listine in večjo prekvalifikacijo mestnega območja.
Potres leta 1755 je povzročil škodo na vaškem obzidju, nekaj cerkvah in številnih stavbah ter povzročil izgubo arhitekture arabskega in srednjeveškega navdiha. Podobno so polotoške vojne potekale v bližini Óbidosa, vključno z bitko pri Roliçi. V zadnjem času je bila vas središče vlade in zbirališče tistih, ki so sodelovali v nageljnovi revoluciji leta 1974, kar jo povezuje z uporom gibanja oboroženih sil.

## Geografija
Občina, ki je na obali Atlantskega oceana, na severovzhodu in vzhodu meji na Caldas da Rainha, na jugu na Bombarral, na jugozahodu na Lourinhã in na zahodu na Peniche. Upravno je razdeljen na 7 civilnih župnij (freguesias):
- A dos Negros
- Amoreira
- Gaeiras
- Olho Marinho
- Santa Maria, São Pedro e Sobral da Lagoa
- Usseira
- Vau

## Turizem
Območje mesta Óbidos je na vrhu hriba, obdano z utrjenim obzidjem. Óbidos ostaja dobro ohranjen primer srednjeveške arhitekture; njegove ulice, trgi, obzidje in grad so priljubljene turistične destinacije. V gradu je zdaj pousada. Občina je tudi dom znamenitega golfskega kompleksa Praia D'el Rey, enega najboljših golfskih letovišč v Evropi, in Royal Óbidos - Spa & Golf Resort.

### Srednjeveška tržnica Óbidos
Vsak julij grad Óbidos gosti tradicionalno 'srednjeveško tržnico'. Grad in okoliško mesto dva tedna poustvarjata duh srednjeveške Evrope.
Transparenti in heraldične zastave ustvarjajo razpoloženje skupaj s stotinami zabavljačev in lastnikov stojnic, oblečenih v trgovce, žonglerje, norčke, potujoče ministrante, vojake in druge. Obiskovalci lahko nakupujejo na sejmu tradicionalnih rokodelskih izdelkov ali si ogledajo srednjeveške predstave, razstave konj in kostumirano parado, ki se vije po ulicah. Obstajajo tudi prikazi vitezov in oboroženih bojev.
Prašič na ražnju, krepke juhe, zajec, jagnjetina, trska, prepelice, klobase in drugo meso na žaru so samo nekatere od številnih srednjeveških jedi, ki jih ponujajo na desetine 'tavern' in stojnic, razporejenih po vsej tržnici. Pitje iz vrčev in jedača iz lesenih posod, vse to prispeva k izkušnji.

### Znamenitosti
- Današnje mestne utrdbe z obzidjem in gradom so bile zgrajene med 13. in 16. stoletjem. Kralj Denis je dal zgraditi grad v 13. stoletju, mestno obzidje je iz leta 1527 in je ostalo nespremenjeno do 21. stoletja. Obzidje je dostopno vsepovsod; na gradu je bila postavljena pousada. Vsako poletje se v središču mesta odvija srednjeveška tržnica.
- Cerkev Santa Maria izvira iz 12. stoletja. Leta 1444 sta se tukaj poročila kralj Alfonz V. in Isabel Portugalska. Cerkev je obložena z azulejo in vsebuje številne slike slikarja Josefa de Óbidosa.
- Nasproti cerkve je na dvignjeni terasi postavljena pranger, ki je simbol mestne listine občine.
- Pred mestnim obzidjem akvadukt, zgrajen leta 1570, prinaša vodo v mesto iz Usseire. Še vedno je v veliki meri ohranjen.
- Opazovanje ptic je možno v smeri lagune Óbidos, urejene pa so tudi pohodniške poti.[5]

- Cerkev Santa Maria
- Pranger
- Akvadukt
- Ulica v Óbidosu (1994)
- Azulejo kot hišni okras Óbidos (1994)